# 麻酔銃

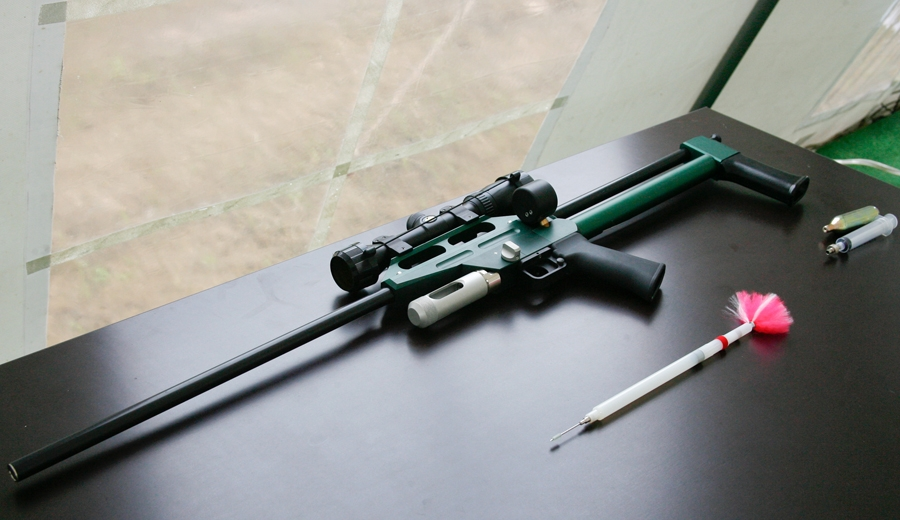
麻酔ダーツと並ぶダン・インジェクト・モデル JMエアライフル

麻酔銃（ますいじゅう、英: Tranquilizer Gun）は、麻酔薬の入った注射筒やダート（矢）を空気圧で射出する銃。空気銃の一種でライフル型のものと拳銃型のものがある。捕獲銃（Capture gun）とも呼ぶ場合もある。
また、麻酔以外の抗生物質やワクチンなども近寄らずに撃つこともでき、英語ではDart gun（ダーツガン）と呼び、特に麻酔を使用する場合はトランキライザーガン（英語:tranquillizer gun）と呼ばれる。
主に中・大型の野生動物保護の際や、動物園で動物が逃げ出した場合などの捕獲用に利用されるほか、中国では非殺傷兵器として対人用の麻酔銃が存在している。
大型動物用や中型動物用の針では、簡単に抜けないよう返しが付いていることがあり、捕獲率を向上させることができる。
使用の際には、麻酔の導入が完全でない場合は思わぬ反撃が行われる可能性があることから、安易に近寄らず麻酔の効果がきちんと出ているか複数の目で診断を行い、射撃の命中確認、動物の逃走ルート確認、人への誤射や投薬の際のミスでも対応できるよう、薬学の知識がある同行者を随伴させる場合がある。

## 歴史
1950年に獣医師コリン・アルバート・マードックが発明した。当初は、火薬式であったため動物を骨折させたり、筋肉組織を貫通して臓器に損傷を与える事故がたびたび発生した。
日本における麻酔銃の普及は遅く、1980年代ごろから動物に位置情報を追跡できるよう電波発信機（野生動物テレメトリー）を付けるために普及し始めた。

## 性能
動物に余計な怪我をさせないために威力も低い空気銃が主に使用される。そのため、射程は火薬式の銃より短く、命中にも技術を要する。
大まかに2種類の麻酔銃がある。
ピストル型
ピストル型は取り回しが良く即座に対応できる利便性があり、動物に怪我をさせにくいが、その分、射程距離は短く数m‐15m（有効射程は3m）ほどである。
ライフル型
銃身にライフリングが施されたものは、より長距離に対応できる。距離によってガス圧も調整する必要がある。射程は10-70mほどだが、期待できる命中距離は20-40mで、それ以上となると命中が困難となる。40m以上で対応するためには、双眼鏡を持って補佐する助手（スポッター）に、狙撃手が狙撃した際の反動で見えない時に目標に命中したか、効果が現れ始めるまで10分ほどかかるので動物の逃走した方向などの情報を伝えてもらう役割が必要となる。

### 投薬機
投薬器も、昔は火薬を使って薬液を動物の体内へ注入するタイプだったが、空気圧を使うように変更されており、動物へ余計な怪我をさせない配慮がなされている。
針に返しが付いているものだと、簡単に抜けずに捕獲率が上がる。超小型電波発信器が付いたもので、効果が現れるまで追跡を補助するものも開発されている。

### 命中率・調整
一定量の薬剤を遠くに飛ばす関係上、投薬機は大きくなり風などの影響を受け、動物に怪我をさせないようガス圧を調整して威力と速度が出せないため目に見えて落下し、普通の火薬式の銃より命中させにくい。
使用前には、ガス圧の調整、投薬量の調整（目標の体重や種類で投薬量や薬剤が変わる）、投薬機から薬剤が漏れてないか、銃によっては投薬機を入れるのに銃を解体するなどが必要で、投薬機や麻酔銃の使用法についてもメーカーの説明書を熟知している必要がある。

## 使用する薬剤
使用する薬剤は厳密には麻酔薬ではなく不動化薬と呼び、麻酔銃に使用する薬品は麻酔作用のある物に限定はされない。
効果が現れ始めるまで、だいたい5-10分ほど必要とする。また、麻酔の効果が不十分である場合は、さらに追加投与を行う場合もある。
麻酔銃は投薬方法としては極めて乱暴であるため、使用できる麻酔薬は条件がかなり厳しくなる。
- 投薬量が多少多くても安全である。
- 呼吸抑制作用がほとんど無い。
- 筋肉投与で薬効を発揮すること。
- 短時間で効果を発揮する。

中に充填する麻酔薬には長年に渡ってケタミンが使用されてきたが、現在では麻薬指定により使用が困難になったため他の薬で代替するために、塩酸チレタミンと塩酸ゾラゼパムの混合薬などが検討されている。あるいは、麻酔薬ではなく鎮静剤や筋弛緩剤などを使用することになる場合も考えられる。ゾウ、ウシ、トラなどの大型動物の場合には人間には強すぎて使えないエトルフィンとアセプロマジンの組み合わせを使う場合もある。
| - アザペロン - Combelen (Bayer) - Domosedan (Farmos) - ミダゾラム (Roche) - Detomidine (Farmos) - フェンタニルl (Janssen Pharmaceutica) | - 塩酸エトルフィン (ノバルティス社のM–99) - ハロペリドール (Kyron Laboratory) - エトルフィン、アセプロマジンと混合して使用 - Serenace (Searle) - Valium 10 (Roche) - キシラジン (Rompun, Bayer) |

## 法規制
日本国内では、麻酔銃が飛翔体を飛ばす「銃」に該当するため銃砲刀剣類所持等取締法の規制対象となり、使用するためには銃砲所持許可が必要である。さらにケタミン使用（2007年1月1日、麻酔薬として認定）のために麻薬研究者などの許可（処方と使用許可）が必要となる。
銃を扱える上に、麻酔薬の知識を持つ必要があるため、麻酔銃を使用できる立場にあるのはごく一部の人（実用的にはほぼ獣医師）に限られており、大型動物が暴れた場合、麻酔銃を使用できる人の到着に時間がかかる。そのため、大型動物が人を襲いかねない状況下では、通報で駆けつけた警察官の発砲による殺処分を迫られる事態(警察官職務執行法第4条第1項による対応)が多発している。
なお日本では法律に基づく名称として「麻酔銃」を「遠隔接種用注射筒」と呼ぶ。概ね10‐15メートルの有効射程を持ち、薬剤を詰めた飛翔体をライフル銃のような形状の筒から発射する。大型動物の診療を行う際には、事故を防ぐために必要となる装備であり、動物園に勤務している獣医師は麻酔銃を日頃から練習しているという。
学術調査目的には、都道府県などから学術捕獲許可が必要である。また、農作物被害を与える動物の場合は、都道府県などから有害鳥獣駆除捕獲許可を受けて実施されていた。
2014年、鳥獣の保護及び狩猟の適正化に関する法律（鳥獣保護法）の一部改正（平成26年5月30日公布）により、生活環境に係る被害の防止のため、住居集合地域等で都道府県の捕獲許可によって麻酔銃を使用した鳥獣の捕獲等ができるようになった。

## 対象となる動物
日本においては、住居集合地域等における麻酔銃猟は原則ニホンザルに限定し、クマ類（ツキノワグマ、ヒグマ）、イノシシ、ニホンジカ等の大型の獣類に対しては、効果が表れるまで時間がかかり、撃たれたことで興奮して反撃や暴れて周囲に被害者などを出す恐れがあることから原則許可されない。
狙う場所は、筋肉量が多い臀部・大腿部・上腕部を狙う。

## 対人用麻酔銃
漫画やドラマなどのフィクションには、人間を即効性の麻酔銃で眠らせるシーンが登場することもあるが、実用化された対人用麻酔銃は欧米では（公式には）存在しない。法令上の問題点としては軍用には麻酔銃が化学兵器として扱われ、ハーグ陸戦条約と化学兵器禁止条約に違反するためである。また警察などの法執行機関では、人間に麻酔をかける行為が医療行為となるため、医師免許を持たない大多数の警察官などが使用することが出来ない。さらには麻酔に関する資格を有する専門の麻酔科医などであっても適正量の判断は難しく（相手の体格や体質による）、病院で十分な備えと検査をした上で行う麻酔でさえトラブルが起こるため、麻酔銃で人間を撃った結果、死亡したり障害を負わせるリスクが無視できないためである。
欧米の一部においても研究が行われているものの、距離を保ったまま殺害せずに昏倒させる非殺傷兵器としては、資格が不要なワイヤー針タイプのスタンガンが広く利用されている。
中国ではBBQ-901式麻醉枪や五连发麻醉枪などの対人用麻酔銃が政府機関によって運用されている。化学兵器禁止条約第2条9項の例外規定により自国内の治安維持、暴動鎮圧などの法執行目的での使用は認められており、中国人民武装警察部隊が装備している麻酔銃はこれを根拠として使用されている。
2013年6月7日、アメリカ政府系メディアであるラジオ・フリー・アジアは青海省の立ち退きトラブルにおいて10人に対し麻酔銃が使用されたと報じた。

### 目的
- 動物行動学(野生動物テレメトリー（英語版）（ラジオテレメトリー）、GPSアニマルトラッキング（英語版）、バイオロギング）
- アーバンワイルドライフ（英語版） ‐ 都市部に出没する野生動物。様々な制約やリスクがあり、安易に麻酔銃は使えない。
- 動物脱出対応（英語版） - 動物園から脱走した場合の対応。